# Svend Jakobsen
Svend Aage Jakobsen (* 1. November 1935 in Ulsted; † 28. Mai 2022) war ein dänischer Manager und Politiker der Socialdemokraterne, der zwischen 1973 und 1981 mehrmals Minister sowie von 1981 bis 1989 Präsident des Folketing war.

## Leben

### Abgeordneter und Minister
Jakobsen arbeitete nach dem Besuch der Volksschule in der Landwirtschaft, ehe er 1952 eine Lehre in der Genossenschaft Kongerslev in Himmerland begann und nach dem Abschluss als Handlungsgehilfe zwischen 1955 und 1959 im Büro der Genossenschaft in Åbyhøj arbeitete. Im Anschluss wurde er 1960 Berater in der Zentrale des Verbandes der Genossenschaften (Fællesforeningen for Danmarks Brugsforeninger) in Kopenhagen und befasste sich dort bis 1971 mit unterschiedlichen wirtschaftspolitischen Themen.
Mitte der 1960er Jahre begann Jakobsen seine politische Arbeit in der Socialdemokraterne und war zwischen 1966 und 1970 Mitglied des Vorstandes der Partei in Tåstrup sowie seit 1968 deren Vorsitzender. Bei der Wahl vom 21. September 1971 wurde er erstmals als Abgeordneter in das Folketing gewählt und vertrat dort bis zu seinem Mandatsverzicht 1989 den Wahlkreis Kopenhagen-Glostrup.
Im September 1973 wurde Jakobsen von Ministerpräsident Anker Jørgensen zum Wohnungsbauminister (Boligminister) in dessen erster Regierung berufen und gehörte dieser bis zum Ende von Jørgensens Amtszeit am 19. Dezember 1973 an.
Nachdem Jørgensen am 13. Februar 1975 wieder Ministerpräsident wurde und seine zweite Regierung bilden konnte, wurde Jakobsen von diesem zum ersten dänischen Steuer- und Abgabenminister (Skatte- og Afgiftsminister) ernannt und bekleidete dieses Ministeramt bis zu seiner Ablösung durch Jens Kampmann am 26. Februar 1977. Eine von ihm beabsichtigte Steuer- und Zinsreform konnte er in dieser Zeit nicht mehr abschließend durchführen. Zugleich fungierte er zwischen dem 26. Januar und dem 26. Februar 1977 auch als Minister für Wohnungsbau (Boligminister) und Umweltminister (Miljøminister).
Bei der Folketingswahl vom 15. Februar 1977 errang die Socialdemokraterne Mehrheit, so dass Anker Jørgensen am 26. Februar 1976 seine dritte Regierung bilden konnte. In dieser übernahm Jakobsen zunächst das Amt des Fischereiministers (Fiskeriminister), ehe er am 26. Oktober 1979 als Nachfolger von Knud Heinesen Finanzminister (Finansminister) wurde. Diesen Ministerposten bekleidete er etwas mehr als zwei Jahre bis ihn Heinesen am 30. Dezember 1981 wiederum ablöste.

### Parlamentspräsident und Manager
Jakobsen war bereits am 22. Dezember 1981 Nachfolger von Knud Børge Andersen als Folketingspräsident und übte das Amt des Parlamentspräsidenten bis zum 10. Dezember 1989 aus. Nachfolger wurde daraufhin Erik Ninn-Hansen von Det Konservative Folkeparti. Während dieser Zeit engagierte er sich zwischen 1982 und 1989 auch als Mitglied des Vorstandes des Nordischen Kulturfonds (Nordisk Kulturfond) und war daneben Vorsitzender der Stiftung für dänisch-norwegische Zusammenarbeit.
Anschließend zog sich Jakobsen aus dem aktiven politischen Leben zurück und wurde zunächst 1989 Direktor der Dänischen Sparkassenvereinigung (Danmarks Sparekasseforening). Danach fungierte er von 1990 bis 1994 als Verwaltungsdirektor des Finanzrates (Finansrådet), der Interessenvertretung der dänischen Finanzinstitute. Im Anschluss war er von 1993 bis 2001 Präsident der Gesellschaft für Krebsbekämpfung (Kræftens Bekæmpelse) sowie zwischen 1994 und 2000 Vorsitzender des Rates für Berufsbildung (Erhvervsuddannelsesrådet). Jakobsen starb am 28. Mai 2022 im Alter von 86 Jahren.